# ميكيل هيس
ميكيل هيس (بالدنماركية: Mikkel Hess)‏ هو موسيقي دنماركي، ولد في 1976.

## وصلات خارجية
- ميكيل هيس على موقع IMDb (الإنجليزية)
- ميكيل هيس على موقع ميوزك برينز (الإنجليزية)
- ميكيل هيس على موقع أول ميوزيك (الإنجليزية)
- ميكيل هيس على موقع ديسكوغز (الإنجليزية)
- ميكيل هيس على موقع قاعدة بيانات الفيلم (الإنجليزية)